# Ла-Бриг
Ла-Бриг (фр. La Brigue) — коммуна на юго-востоке Франции в регионе Прованс — Альпы — Лазурный берег, департамент Приморские Альпы, округ Ницца, кантон Конт. До марта 2015 года коммуна административно входила в состав упразднённого кантона Танд (округ Ницца).
Площадь коммуны — 91,77 км², население — 630 человек (2006) с тенденцией к росту: 726 человек (2012), плотность населения — 7,9 чел/км².

## Население
Население коммуны в 2011 году составляло — 734 человека, а в 2012 году — 726 человек.
| 1962 | 1968 | 1975 | 1982 | 1990 | 1999 | 2006 | 2011 | 2012 |
| ---- | ---- | ---- | ---- | ---- | ---- | ---- | ---- | ---- |
| 687  | 582  | 493  | 495  | 618  | 595  | 630  | 734  | 726  |

Динамика численности населения:

## Экономика
В 2010 году из 428 человек трудоспособного возраста (от 15 до 64 лет) 251 были экономически активными, 177 — неактивными (показатель активности 58,6 %, в 1999 году — 58,5 %). Из 251 активных трудоспособных жителей работали 231 человек (134 мужчины и 97 женщин), 20 числились безработными (7 мужчин и 13 женщин). Среди 177 трудоспособных неактивных граждан 24 были учениками либо студентами, 57 — пенсионерами, а ещё 96 — были неактивны в силу других причин.
На протяжении 2010 года в коммуне числилось 275 облагаемых налогом домохозяйств, в которых проживало 507,5 человек. При этом медиана доходов составила 16 тысяч 237 евро на одного налогоплательщика.

## Города-побратимы
- Триора, Италия (2006)